# 聖何塞 (喬盧特卡省)
聖何塞（西班牙語：San José），是洪都拉斯的城鎮，位於該國南部，由喬盧特卡省負責管轄，面積62.30平方公里，海拔高度285米，2001年人口3,397，人口密度每平方公里54.53人。
13°41′0″N 87°24′0″W / 13.68333°N 87.40000°W